# 長海路
长海路是中華人民共和國上海市杨浦区一條東西走向道路，西起国和路，东至中原路，全长1228米，宽13米。道路於1931年至1933年間修建，當時為兩條道路，分別為府东外路、府西外路。1958年更名為長海路，路名來自於辽宁省大連市长海縣。道路沿途有上海体育学院和长海医院。